# 小ガエル
小ガエル（こガエル、1978年1月8日 - ）は、日本の漫画家。熊本県出身。既婚で一児の父。旧ペンネームは子ガエルだった。

## 略歴
- 『仔牛刑事モーモー』で第54回小学館新人コミック大賞児童部門佳作受賞。

## 作品
- ガリガリ君（『コロコロイチバン!』、小学館、第1号 - 第3号、第7号 - 2016年4月号）
- トンチキ いっきゅうチン（『コロコロイチバン!』第4号 - 第6号）
- コロコロ漫画大学校 4代目子タマ編（『月刊コロコロコミック』、小学館、2006年6月号 - 2008年12月号）
- ド根性小学生ボン・ビー太（『月刊コロコロコミック』、2008年5月号、6月号（読切）→9月号 - 2013年11月号）
- ヘボット!（『月刊コロコロコミック』、2016年9月号 - 2017年6月号）
- ホームランだよ!キヨミヤくん（『月刊コロコロコミック』、2018年6月号（読切））